# Гузара

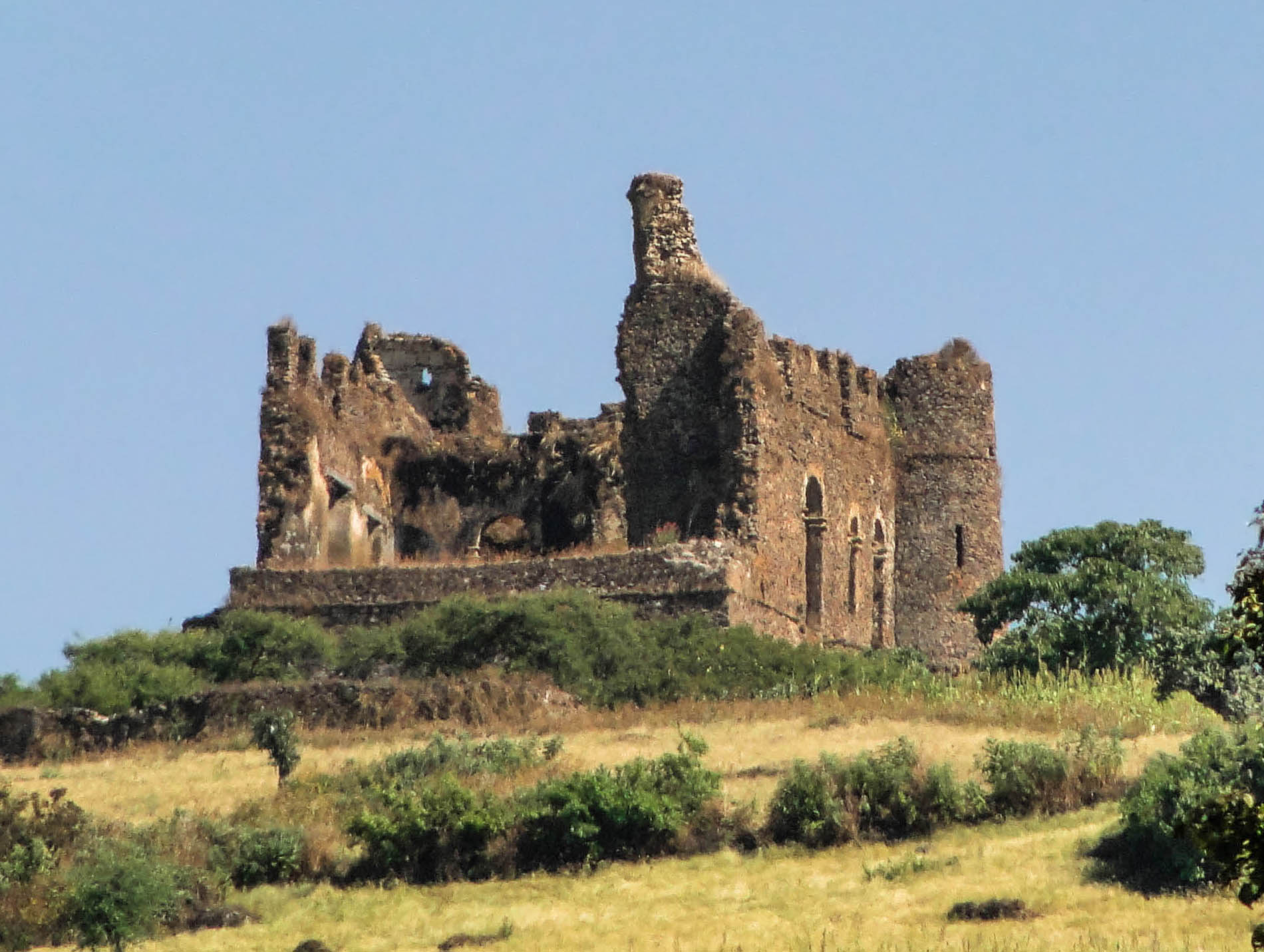
Замок в Гузаре

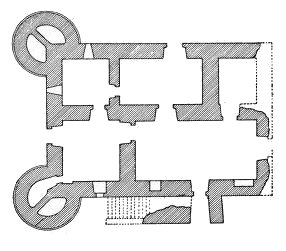
План замка

Гузара (амх. ጉዛራ) — историческое место в 15 км. от озера Тана в северной Эфиопии. В 1571—1572 годах император Сэрцэ-Дынгыль построил здесь замок. Место находится на высоте около 2000 м. над уровнем моря, в 500 м. восточнее дороги, соединяющей Гондар и Бахр-Дар.
По легенде, императору Давиду II явилась Богородица, указавшая, что он должен обосноваться в месте, название которого начинается с буквы ጉ (гу). Кроме Гузара, под определение подпали Горгора и Фасил-Гебби в Гондаре. В замке некоторое время жил император Яыкоб, в 1617 году посещал император Сусныйос. После этого место было заброшено.
Сейчас сохранились только развалины замка размером 18 на 12 метров, две башни увенчанные куполами. Четырехэтажная башня с южной стороны разрушилась. Здание имело балконы, оконные и дверные пролеты украшены арками из белого камня. Сохранилась внешняя лестница между первым и вторым этажом.